# Números de teléfono en Alemania

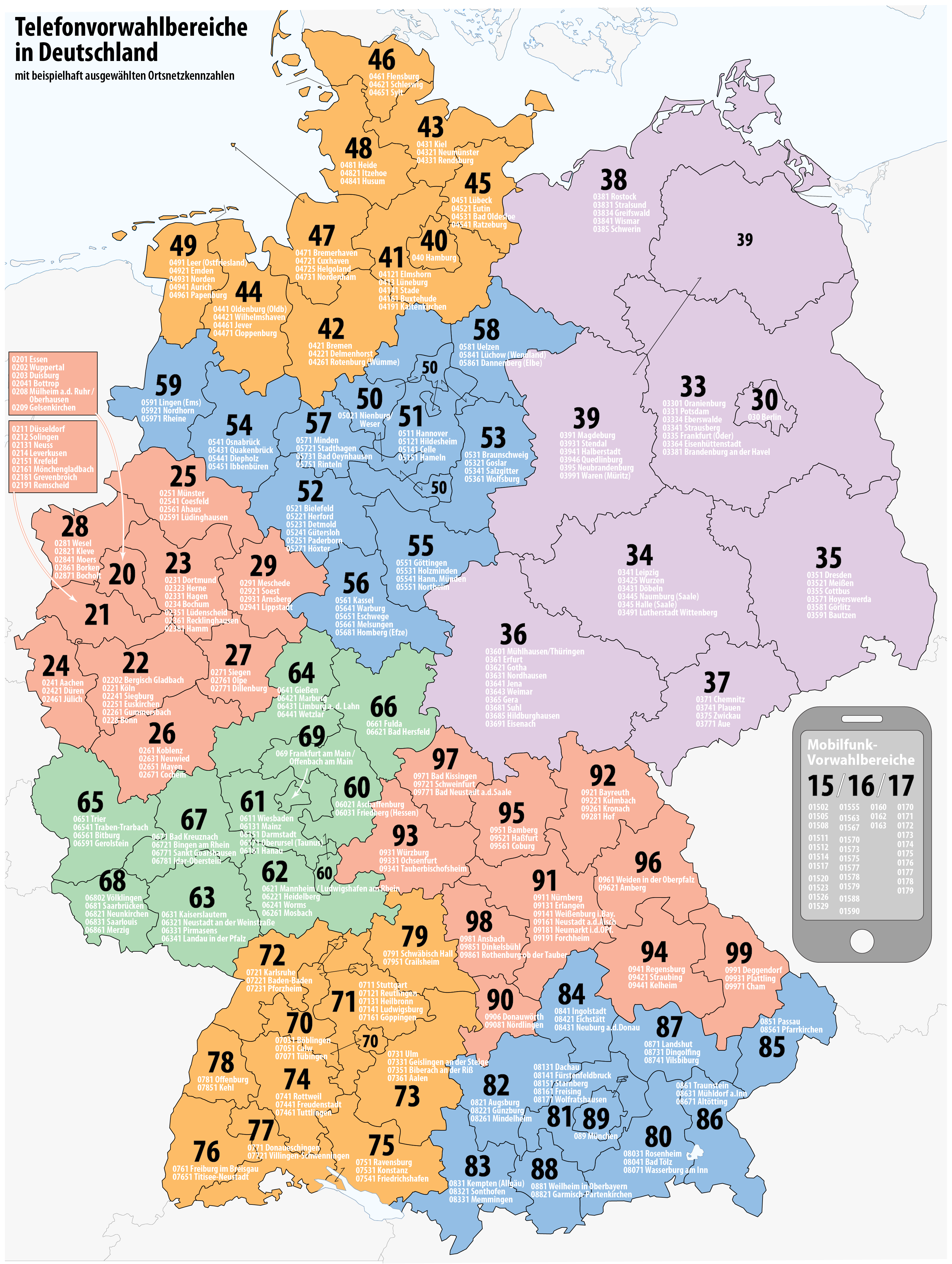
Mapa de los prefijos telefónicos en Alemania

La regulación de los números de teléfono en Alemania es responsabilidad de la Agencia Federal de Redes  (en alemán: Bundesnetzagentur, BNetzA) del gobierno federal. La agencia tiene jurisdicción sobre las telecomunicaciones en Alemania y otros sistemas de infraestructura de comunicaciones. 

## Generalidades
Alemania tiene un prefijo telefónico abierto. Usualmente no existía una longitud fija para códigos de área o números de usuario, lo que llevó a que algunos clientes pudieran tener números telefónicos de solo dos dígitos. Por lo tanto la secuencia de llamado tenía por lo general una longitud variable, excepto para algunas áreas no geográficas en la que los números usaban un formato de longitud fija. No era posible determinar con certeza el final de un número a partir de un prefijo o los números ya marcados. Esta particularidad permitía la extensión de la longitud de los números telefónicos sin revocar o modificar números preexistentes. Los números móviles en Alemania no responden a un área geográfica, sino que incluyen códigos no geográficos. De esta forma pueden diferenciarse con facilidad de otros números. 
El 3 de mayo de 2010 se introdujo un nuevo sistema de prefijos, que ha estandarizado la longitud de los números a 11 dígitos, e incluyen el código de área pero omiten el prefijo 0. Los códigos de área permanecen de longitud variable. Las únicas excepciones a los 11 dígitos son cuatro ciudades: Berlín, Fráncfort, Hamburgo y Múnich, únicas con código de área de dos dígitos, y que requieren solo 10 dígitos totales..
La red telefónica alemana usa 5 200 códigos de área con longitud variable de dos a cinco dígitos sin contar el prefijo 0. Por lo general los códigos de área comienzan con 02 a 09, mientras que a los nuevos estados de Alemania se les ha asignado cinco dígitos comenzando con 03, los números móviles tienen asignado 01, y los servicios de red, 11.

## Códigos de áreas geográficas
Los códigos de áreas geográficas tienen una longitud de dos a cinco dígitos. El máximo total del número es de 11 dígitos. Los códigos son asignados a los operadores en bloques, desde los que estos pueden derivar asignaciones numéricas a sus clientes. Los números asignados no comienzan con 0 ni con 11, y pueden llamarse en forma directa (sin código) desde líneas de la misma área geográfica. 
Originalmente los primeros dígitos que siguen al código de área podían indicar una subárea o el tipo de línea del cliente, analógico o RDSI. Sin embargo, esto ya no es verdad, debido a que los clientes pueden mantener sus números cuando se mudan dentro de un área geográfica desde servicios analógicos a digitales. Adicionalmente los nuevos operadores asignan números de bloques distintos.
- (0xx) xxxx-xxxx

Este formato se utiliza en las cuatro áreas geográficas más grandes: Berlín (030), Hamburgo (040), Fráncfort (069) y Múnich (089).
Los nuevos números que se asignan al cliente local tienen una longitud de ocho dígitos, completando un total de diez, sin el 0 inicial. Esto es menos que los once dígitos asignados en otras áreas, a fin de evitar que los números locales sean mayores a ocho dígitos.
Los viejos números asignados en el pasado podían tener hasta solo cinco dígitos.
- (0xxx) xxxx-xxxx

En las áreas que usan códigos de tres dígitos, los nuevos números que se asignan (todas las localidades desde mayo de 2010, algunas ciudades desde antes, por ejemplo Colonia desde febrero de 2007) también tienen una longitud de ocho dígitos, completando un total de once. Los números antiguos pueden ser de hasta solo cuatro dígitos (siete en total).
- (0xxxx) xxx-xxxx

En las áreas que usan códigos de cuatro dígitos, los nuevos números que se asignan (todas las localidades desde mayo de 2010, algunas ciudades desde antes, por ejemplo Heidelberg desde mayo de 2003) tienen una longitud de siete dígitos, totalizando también once. Los números antiguos pueden ser de hasta solo tres dígitos (siete en total), en áreas rurales aisladas.
- (03xxxx) xx-xxxx

Algunas pequeñas áreas en zonas de la ex Alemania Oriental usan códigos de cinco dígitos, todos los cuales comienzan por un 3. Los nuevos números que se asignan (todas las localidades desde mayo de 2010, algunas  desde antes) tinen una longitud de seis dígitos, totalizando igualmente once.

## Prefijos no geográficos
Los prefijos no geográficos se limitaban históricamente al 01. Sin embargo, algunos servicios han cambiado a otros códigos de área.
- 010xy, 0100yy

Estos números pueden marcarse delante del número de móvil para seleccionar un operador (número de teléfono virtual).
- 011…

Los prefijos que comienzan con 011 sobreescriben eñ prefijo de servicios de red- En general, estos números no pueden marcados desde el exterior, con excepción de 0116xxx (o +49-116xxx) para servicios de protección de la población.
- 012xx-xxxxxxx…

El prefijo 012 se asignó para ensayo de servicios innovadores, como VoIP o mensajería unificada. Las asignaciones tienen validez por un plazo máximo de cinco años, luego de los cuales se deben asignar nuevos números. Las recientes solicitudes para registrarse han sido rechazadas y dirigidas a los servicios premium bajo el prefijo 0900.
- 0137-xxx xxxxxxx, (0138-1xxx…)

El prefijo 0137 se asigna a servicios que pueden resultar muy solicitados en un corto período de tiempo, por ejemplo votaciones o concursos de la TV o radio. El primer dígito indica el rango de llamada, el segundo el máximo número de llamadas que pueden atenderse `por lapso temporal.
También existen dieciséis prefijos obsoletos en el rango 0138-1, originalmente utilizados por la Deutsche Bundespost (Correo federal de Alemania).
- 015xx-xxxxxxx, 016x-xxxxxxx, 017x-xxxxxxx

Los números de telefonía móvil tienen asignado un prefijo no geográfico entre 015 y 017, y tienen una longitud de 3 o 4 dígitos sin el 0. Los números completos tienen una longitud de diez u once dígitos sin contar el 0: los que comienzan con 16 o 17 tienen diez dígitos excepto 176 y 1609, que son de once como todos los números de prefijo 015.
Los códigos de operadores de red se listan en la tabla siguiente:
| Prefijo                      | Asignado a                                                              | Portabilidad |
| ---------------------------- | ----------------------------------------------------------------------- | ------------ |
| 0150                         | Group3G (Quam) (GSM/UMTS), extinto                                      | no           |
| 0151, 0160, 0170, 0171, 0175 | Deutsche Telekom (GSM/UMTS)                                             | si           |
| 0152, 0162, 0172, 0173, 0174 | Vodafone D2 (GSM/UMTS)                                                  | si           |
| 01521                        | transferido por Vodafone D2 aLycamobile (MVNO)                          | si           |
| 01529                        | transferido por Vodafone D2 a Truphone (MVNO)                           | si           |
| 0155, 0157, 0163, 0177, 0178 | E-Plus (fusionado con o2 Germany) (GSM/UMTS)                            | si           |
| 01570                        | ex E-Plus transf. a la extinta Telogic (ex ViStream) (MVNO)             | si           |
| 01575                        | transferido por E-Plus a Ring Mobilfunk (MVNO)                          | si           |
| 01579                        | transferido por E-Plus a sipgate subsidiaria de Vintage Wireless (MVNO) | si           |
| 0159, 0176, 0179             | o2 Germany (GSM/UMTS)                                                   | si           |
| 0161                         | reservada originalmente para 1G cell phones (C-Netz)                    | no           |
| 0164, 0168, 0169             | e*message (pagers)                                                      | no           |
| 0167                         | trunked radio system, actualmente no asignado                           | no           |